# Cadillac (Band)
Cadillac war eine spanische Popgruppe, die von 1981 bis 1986 bestand.

## Werdegang
Die Band wurde 1981 in Madrid von José María Guzmán (Gesang, Gitarre) und Eduardo Ramírez (Gesang, Bass) gegründet. Später kamen Pedro Sánchez (Gesang, Keyboards) und Javier de Juan (Schlagzeug) hinzu. ihr erstes Album, Pensando en tí, erschien in diesem Jahr jedoch mit mäßigem Erfolg.
Javier de Juan verließ die Gruppe 1982 und wurde durch Daniel Jacques ersetzt. Cadillacs zweites und drittes Album Llegas de madrugada und Un día mas erschienen wieder mit wenig Erfolg. Als neuer Bassist kam Pepe Marchante hinzu, da Ramírez ausgestiegen war. Ein Erfolg wurde das 1985er Album Funkyllac mit der Hitsingle Arturo.
1986 wurden sie von der Rundfunkanstalt TVE ausgewählt, Spanien beim Eurovision Song Contest 1986 in Bergen zu vertreten. Mit dem von Guzmán komponierten Popsong Valentino erreichten sie den zehnten Platz.
Marchante verließ die Band 1986 was zur kompletten Auflösung der Band in jenem Jahr führte.

## Diskografie
Alben
- 1981: Pensando en ti
- 1983: Llegas de madrugada
- 1984: Un día mas
- 1985: Funkyllac
- 1986: Valentino